# Martin Macík
Martin Macík (* 23. dubna 1989 Benešov) je český jezdec rallye, specialista na dálkové rallye kamionů, zejména Rallye Dakar, kterého se poprvé účastnil už v roce 2013 jako navigátor a později začal jezdit jako pilot.
Společně se svým otcem Martinem Macíkem st. v roce 2019 založili MM Technology. Firma vyrábí závodní kamiony nejen pro svůj závodní tým, ale i pro ostatní špičkové jezdce po celé Evropě. 
Od roku 2024 se závodů účastní s kamionem známým pod přezdívkou Bohouš, který postavil tým mechaniků z MM Technology pod vedením jeho otce. V roce 2024 zvítězil v kategorii kamionů, jako první český závodník po 23 letech.

## Výsledky rallye Dakar
| Rok  | Kategorie | Značka | Práce                         | Pozice | Vyhrané etapy |
| ---- | --------- | ------ | ----------------------------- | ------ | ------------- |
| 2013 | Kamion    | LIAZ   | Navigátor Vlastimila Vildmana | 18     |               |
| 2014 | Kamion    | LIAZ   | Navigátor Vlastimila Vildmana | 13     |               |
| 2015 | Kamion    | LIAZ   | Pilot                         | Ret    |               |
| 2016 | Kamion    | LIAZ   | Pilot                         | 19     |               |
| 2017 | Kamion    | LIAZ   | Pilot                         | 10     |               |
| 2018 | Kamion    | LIAZ   | Pilot                         | 5      |               |
| 2019 | Kamion    | LIAZ   | Pilot                         | 18     | 1             |
| 2020 | Kamion    | Iveco  | Pilot                         | 5      |               |
| 2021 | Kamion    | Iveco  | Pilot                         | 4      | 3             |
| 2022 | Kamion    | Iveco  | Pilot                         | 7      |               |
| 2023 | Kamion    | Iveco  | Pilot                         | 2      | 5             |
| 2024 | Kamion    | Iveco  | Pilot                         | 1      | 3             |
| 2025 | Kamion    | Iveco  | Pilot                         | 1      | 5             |

## Ostatní závody
V roce 2022 se jeho tým Big Shock! Racing poprvé účastnil World Rally-Raid Championship, kde se stal jedním z průkopníků kategorie T5.
Kromě Dakaru se pravidelně účastní i jiných závodů jako je Rallye du Maroc, Baja Poland, Baja Aragon či Baja Drawsko.

### Rally du Maroc
| Rok  | umístění |
| 2018 | 1. místo |
| 2019 | 2. místo |
| 2021 | 3. místo |
| 2022 | 1. místo |
| 2023 | —        |

### Baja Poland
| Rok  | umístění |
| 2016 | 2. místo |
| 2017 | 1. místo |
| 2018 | 1. místo |
| 2019 | 1. místo |
| 2020 | 2. místo |
| 2021 | —        |
| 2022 | —        |
| 2023 | 1. místo |

### Baja Aragon
| Rok  | umístění |
| 2016 | 4. místo |
| 2017 | 2. místo |
| 2018 | 3. místo |
| 2019 | 4. místo |
| 2021 | 1. místo |
| 2022 | 3. místo |
| 2023 | 2. místo |

### Baja Drawsko
| Rok  | Umístění |
| 2016 | 1. místo |
| 2020 | 1. místo |

## Další aktivity
Kromě závodění se věnuje podnikání v oblasti marketingu a pořádání akcí pro fanoušky. Stojí za úspěšnými projekty Posedlí Dakarem, MM Production a MM Photography. Kromě talk show Posedlí Dakarem, kterou od roku 2017 pořádá pro fanoušky po Dakaru, ho lze pravidelně vídat v holešovické kavárně Pilot Café, kterou vlastní společně se svou partnerkou Kateřinou.